# Mistrzostwa Europy U-19 w Piłce Nożnej Kobiet 2024 (eliminacje)/Runda 1 Grupa A1
W Grupie A1 eliminacji do Mistrzostw Europy U-19 2024 brały udział następujące zespoły:
- Francja U-19
- Irlandia Północna U-19
- Węgry U-19
- Włochy U-19

## Stadiony
Na podstawie:
| Colomiers                 | Mapa miast-gospodarzy | Montauban          |
| ------------------------- | --------------------- | ------------------ |
| Complexe Sportif Capitany | ColomiersMontauban    | Stade Jean Verbeke |
| Pojemność: 1 500          | ColomiersMontauban    | Pojemność: 1 000   |
|                           | ColomiersMontauban    |                    |

## Tabela
| Reprezentacja          | M | W | R | P | Br+ | Br- | +/- | Pkt. |
| ---------------------- | - | - | - | - | --- | --- | --- | ---- |
| Francja U-19           | 3 | 3 | 0 | 0 | 7   | 0   | +7  | 9    |
| Włochy U-19            | 3 | 2 | 0 | 1 | 4   | 3   | +1  | 6    |
| Węgry U-19             | 3 | 0 | 1 | 2 | 2   | 4   | -2  | 1    |
| Irlandia Północna U-19 | 3 | 0 | 1 | 2 | 1   | 8   | -7  | 1    |

## Wyniki
| 25 października 2023 13:00 CET | Węgry U-19 · Sinka 66' | 1:2(0:1)Raport | Włochy U-19 · 28' (k) Cesarini · 80' Renzotti | Complexe Sportif Capitany, Colomiers Sędzia: Tatyana Sorokopudova |
|                                |                        |                |                                               |                                                                   |

| 25 października 2023 16:00 CET | Francja U-19 · Calba 1' · Joseph 21', 22', 52' | 4:0(3:0)Raport | Irlandia Północna U-19 | Stade Jean Verbeke, Montauban Sędzia: Karoline Wacker |
|                                |                                                |                |                        |                                                       |

| 28 października 2023 13:00 CET | Włochy U-19 · Cimò 5', 77' · Donolato 90+4' | 3:0(1:0)Raport | Irlandia Północna U-19 | Complexe Sportif Capitany, Colomiers Sędzia: Tatyana Sorokopudova |
|                                |                                             |                |                        |                                                                   |

| 28 października 2023 16:00 CET | Francja U-19 · Coutel 25' | 1:0(1:0)Raport | Węgry U-19 | Stade Jean Verbeke, Montauban Sędzia: Emanuela Rusta |
|                                |                           |                |            |                                                      |

| 31 października 2023 17:00 CET | Włochy U-19 | 0:2(0:0)Raport | Francja U-19 · 61' Joseph · 90+6' Rossi | Complexe Sportif Capitany, Colomiers Sędzia: Emanuela Rusta |
|                                |             |                |                                         |                                                             |

| 31 października 2023 17:00 CET | Irlandia Północna U-19 · Loughran 25' | 1:1(1:1)Raport | Węgry U-19 · 35' Sinka | Stade Jean Verbeke, Montauban Sędzia: Karoline Wacker |
|                                |                                       |                |                        |                                                       |

## Strzelczynie

### 4 gole
- Liana Joseph

### 2 gole
- Napsugár Sinka

### 1 gol
- Lucie Calba
- Charline Coutel
- Fanny Rossi
- Faye Loughran
- Erin Cesarini
- Giada Cimò
- Valentina Donolato
- Monica Renzotti